# Cabriola
Pour plus de détails, voir Fiche technique et Distribution.
Cabriola est un film musical de comédie espagnol sorti en 1965.

## Synopsis
Une jeune fille dont le nom n'est jamais révélé (Marisol) et son frère Manolo (Pedro Mari Sánchez) survivent tant bien que mal à Madrid avec pour seule aide leurs deux chevaux, Agripina et Cabriola. La jeune fille se déguise en garçon pour travailler au ramassage des ordures. Mais elle vit en permanence avec deux rêves en tête : rencontrer son idole, le torero Ángel Peralta. Le second est que Cabriola devienne une vedette de la tauromachie, ce pour quoi elle s'entraîne consciencieusement avec l'aide de Manolo.
Un jour où Ángel Peralta organise une corrida à Madrid, la jeune fille parvient à se présenter chez lui, déguisée en garçon, et demande à Ángel de lui faire passer un test. Ángel est impressionné par le cheval et la présente à son apoderado, qui le guidera dans ses premiers pas en tant que rejoneador. Tout le monde la prend pour un très jeune garçon et personne ne se doute qu'il s'agit en fait d'une femme. Peu à peu, Cabriola et le « garçon » acquièrent une certaine notoriété, mais avec un rejoneo comique.
Lorsque la jeune fille le voit au bras d'une autre femme, elle meurt de jalousie. L'apoderado la découvre habillée en femme, tandis qu'elle pleure à chaudes larmes. Mais ce n'est pas le plus gros problème, car dans son délire, la jeune fille décide de rompre avec tout et d'annuler ce qui devait être son alternative avec Ángel dans les arènes de Séville, en pleine Feria de Abril.

## Fiche technique
- Titre original : Cabriola[1],[2]
- Réalisation : Mel Ferrer
- Scénario : Mel Ferrer, José María Palacio
- Photographie : Antonio L. Ballesteros
- Montage : Rosa G. Salgado
- Musique : Augusto Algueró, Antonio Guijarro
- Décors : Enrique Alarcón
- Production : Manuel J. Goyanes
- Société de production : Guión Producciones Cinematográficas
- Pays de production :  Espagne
- Langues originales : espagnol
- Format : couleurs par Eastmancolor - Son mono - 35 mm
- Genre : film musical de comédie
- Durée : 90 minutes
- Dates de sortie :
  - Espagne : 20 décembre 1965 (Madrid) ; 10 avril 1966 (Barcelone)

## Distribution
- Marisol : torera
- Pedro Mari Sánchez (es) : Manolo
- Ángel Peralta : lui-même
- José Marco Davó : Miguel
- José Sepúlveda : le gitan
- Jesús Guzmán : Reventa
- Juan Ramón Torremocha :
- Rafael de Córdoba : Danseur
- Vala Cliffton : l'amie de Ángel Peralta
- Francisco Camoiras : Martín
- Luis Barbero : Portier des arènes
- Antonio Canal : le garçon

## Production
Le film est adapté d'une histoire originale de Ferrer qui l'a développé pour mettre en valeur l'actrice Marisol. Il s'est familiarisé avec elle en tournant El señor de La Salle (es) en Espagne.